# Lubuntu
Lubuntu (IPA: [luːˈbuːntuː]) és una distribució oficial del projecte Ubuntu que té com a lema "menys recursos i més eficiència energètica", utilitzant per a aquesta tasca l'entorn d'escriptori LXDE. El nom Lubuntu sorgeix de la combinació entre LXDE i Ubuntu, seguint l'exemple de Kubuntu o Xubuntu.
Lubuntu va rebre el reconeixement com un membre oficial de la família Ubuntu l'11 de maig de 2011, començant amb el Lubuntu 11.10, que va ésser publicat el 13 d'octubre de 2011.
El gestor LXDE fa ús de l'administrador de finestres Openbox i intenta ésser un sistema operatiu que requereix pocs recursos de memòria RAM, CPU i altres components ideats per també equips portàtils de recursos limitats com ordinadors personals ultraportàtils, dispositius mòbils i ordinadors antics. Amb aquest ideal i esquema de desenvolupament entra en competència interna amb Xubuntu.

## Història
L'escriptori LXDE ja estava disponible a Ubuntu com a paquet opcional des de la versió 8.10 (Intrepid Ibex).
El febrer de 2009 Mark Shuttleworth fou convidat a participar amb LXDE en un projecte conjunt amb la comunitat Ubuntu, que tenia com a objectiu liderar un nou sistema operatiu a partir d'Ubuntu anomenat Lubuntu.
El març de 2009, el projecte Lubuntu fou creat al Launchpad per Mario Behling, incloent-hi una primera versió del logotip. A més el projecte fou anunciat a la pàgina oficial d'Ubuntu i incloïa la llista d'aplicacions, paquets i components del sistema operatiu.
L'agost de 2009 s'alliberà la primera ISO de prova com un Live CD, que no es podia instal·lar encara.
L'11 de maig de 2011 Lubuntu passà a formar part com a membre oficial de la família Ubuntu, per poder tenir major visibilitat en la comunitat. A més, els seus paquets estaran disponibles en els repositoris oficials d'Ubuntu, igual que les imatges ISO.

### Lubuntu 13.04
Lubuntu 13.04 va ésser alliberat el 25 d'abril de 2013.
Aquesta versió només incorpora alguns canvis de menor importància sobre el Lubuntu 12.10, incloent-hi una nova versió del gestor de fitxers PCManFM que incorpora una utilitat de cerca integrada. A causa de l'actualització del gestor de fitxers, la utilitat de cerca del Catfish ja no era necessària i ha estat eliminada. El Lubuntu 12.10 també va introduir algunes millores d'estil, amb nous fons d'escriptori, noves icones i una nova presentació de diapositives en la instal·lació.
Els requisits mínims del sistema del Lubuntu 13.04 són una CPU Pentium II o Celeron amb suport PAE, 128 MB de RAM i almenys 2 GB d'espai en disc dur. Aquesta versió també suporta encara l'arquitectura PowerPC, que requereix un processador G4 a 867MHz i 640 MB de RAM com a mínim.

## Aplicacions
A partir de la versió 11.10 Lubuntu va incloure les següents aplicacions:
| Aplicacions d'usuari - AbiWord - processador de textos - Audacious - reproductor de música - Chromium - navegador web - Evince - Lector PDF - Galculator - calculadora - Gnumeric - Full de càlcul - guvcview - vídeo càmera - MPlayer - reproductor de vídeo - MTPaint - dibuix gràfic - Pidgin - missatgeria instantània i microblog - Scrot - eina de captura de pantalla - Simple Scan - escànner - Sylpheed - client de correu - Synaptic - gestor de paquets - Transmission - client de bittorrent - Update Manager - gestor d'actualitzacions - File-roller - arxivador - XChat - xat IRC - Xfburn - gravador de CD - Xpad - programa d'anotacions - XScreenSaver - configuració del protector de pantalla | De LXDE - GPicView - Visor d'imatges - Leafpad - editor de textos - LXAppearance - Configuració aparença - LXDE Common - LXDM - Gestor d'entrada - LXLauncher - LXPanel - LXRandr - LXSession - LXSession Edit - LXShortCut - LXTerminal - Menu-Cache - Openbox - gestor de finestres - PCManFM - gestor d'arxius |

Lubuntu també inclou accés als dipòsits de programari a través de Synaptic package manager, permetent la instal·lació de qualsevol aplicació d'Ubuntu.

### Historial de llançaments
| Versió                                                                         | Nom codi         | Data de llançament               | Suport fins a         | Comentari |
| ------------------------------------------------------------------------------ | ---------------- | -------------------------------- | --------------------- | --- |
| 8.10                                                                           | Intrepid Ibex    | 30 d'octubre de 2010             | Abril 2010            | Disponible com a paquet d'escriptori opcional                                                                          |
| 9.04                                                                           | Jaunty Jackalope | 23 d'abril de 2009               | Octubre 2010          | Disponible com a paquet d'escriptori opcional                                                                          |
| 9.10                                                                           | Karmic Koala     | 29 d'octubre de 2009             | Abril 2011            | Disponible només com un paquet d'escriptori de descàrrega opcional.                                                    |
| 10.04                                                                          | Lucid Lynx       | 29 d'abril de 2010               | Abril 2013            | Versió amb suport de llarg termini (com si fos LTS) per a CPU's antigues.                                              |
| 10.10                                                                          | Maverick Meerkat | 24 d'octubre de 2010             | Abril 2012            | Considerada com a versió beta estable.                                                                                 |
| 11.04                                                                          | Natty Narwhal    | 28 d'abril de 2011               | Octubre 2012          | |
| 11.10                                                                          | Oneiric Ocelot   | 13 d'octubre de 2011             | Abril 2013            | Primera versió amb l'aprovació oficial com a membre de la família Ubuntu. Primera versió amb un LiveCD x86-64 oficial. |
| 12.04                                                                          | Precise Pangolin | 26 d'abril de 2012               | Octubre 2013          | A diferencia d'Ubuntu no es una versió LTS.                                                                            |
| 12.10                                                                          | Quantal Quetzal  | 18 d'octubre de 2012             | Abril 2014            | Inclou un nou tema anomenat Box Icon Theme                                                                             |
| 13.04                                                                          | Raring Ringtail  | 25 d'abril de 2013               | Desembre 2013         | |
| 13.10                                                                          | Saucy Salamander | Octubre 201317 d'octubre de 2013 | Juny de 2014Juny 2014 | Chromium fou substituït per Firefox                                                                                    |
| 14.04 LTS                                                                      | Trusty Tahr      | 17 d'abril de 2014               | Abril 2017            | Primera versió amb suport de 3 anys, (LTS long-term support)                                                           |
| 14.10                                                                          | Utopic Unicorn   | 24 d'octubre de 2014             | Juny 2015             | |
| 15.04                                                                          | Vivid Vervet     | 23 d'abril de 2015               | Desembre 2015         | |
| 15.10                                                                          | Wily Werewolf    | 22 d'octubre de 2015             | Juny 2016             | |
| 16.04 LTS                                                                      | Xenial Xerus     | 21 d'abril de 2016               | Abril 2019            | Segona versió amb suport a llarg termini (LTS).                                                                        |
| 16.10                                                                          | Yaketty Yak      | 13 d'octubre de 2016             | Juny 2017             | Versió antiga, sense suport                                                                                            |
| 17.04                                                                          | Zesty Zapus      | 13 d'abril de 2017               | Gener 2018            | Versió actual |
| 17.10                                                                          | Artful Aardvark  | 19 d'octubre de 2017             | Juliol 2018           | |
| 18.04 LTS                                                                      | Bionic Beaver    | 26 d'abril de 2018               | Abril 2021            | Versió LTS actual |
| Llegenda:Versió antigaVersió antiga, amb suportDarrera versióProper llançament |                  |                                  |                       | |

## Característiques
- Els requisits de maquinari de LXDE són similars als de Windows 98 (potser una mica més alts). Un vell CPU Pentium II és suficient.
- Un cop X11 i LXDE són iniciats, l'ús de memòria és de 45 MB en màquines i386. Aquest valor pot ser més alt o més baix depenent de les diferents configuracions del sistema.
- Tot i que LXDE no requereix maquinari sofisticat, altres aplicacions X sí que poden necessitar-lo. Per exemple, Firefox i OpenOffice.org consumeixen nivells alts de memòria. Així que es recomana tenir més de 128MB de RAM.